# Parafia Wniebowstąpienia Pańskiego w Gładyszowie
Parafia Wniebowstąpienia Pańskiego w Gładyszowie – parafia greckokatolicka w Gładyszowie, w dekanacie krakowsko-krynickim archieparchii przemysko-warszawskiej. Założona w 1985.